# Ulla-Britt Söderlund
Ulla-Britt Söderlund (født 12. august 1943,  død 21. juli 1985) var en svensk/dansk kostumedesigner og kostumier. Hun designede kostumer til omkring 20 film i Sverige, Danmark og England. I 1976 vandt hun en Oscar for bedste kostumer sammen med Milena Canonero for deres arbejde på Stanley Kubricks film Barry Lyndon. For de fleste danskere er hun mest kendt for sit arbejde på tv-serien Matador.